# Pompa per vuoto rotativa
Una pompa per vuoto rotativa è un tipo particolare di pompa a vuoto di tipo meccanico. Il principio di funzionamento è relativamente semplice: si tratta di mettere in comunicazione con l'ambiente nel quale si intende fare il vuoto una zona a bassa pressione, che viene quindi riempita con il gas da espellere. Successivamente, quella regione viene scollegata dall'ambiente e infine svuotata all'esterno. Il tutto procede ciclicamente grazie all'uso di meccanismi rotanti a tenuta. A seconda della modalità di lubrificazione esistono fondamentalmente tre categorie di pompe che si differenziano in base al livello di vuoto raggiunto: pompe rotative con lubrificazione a goccia, pompe rotative a bagno d'olio e pompe rotative a secco. Nelle prime il lubrificante è iniettato a forza o aspirato dalla pompa stessa nella zona di lavoro. Nelle seconde il lubrificante è raccolto tutto attorno alla pompa bloccando eventuali infiltrazioni di aria all'interno della pompa stessa. Nelle pompe a secco invece non si utilizzano oli di lubrificazione, ma attraverso l'uso di palette in grafite si sfrutta la polvere (autolubrificante) generata dallo sfregamento della paletta stessa con lo statore. La maggioranza delle pompe lubrificate a goccia raggiunge un vuoto attorno a 0,5 mbar (50 Pa). Quelle a bagno d'olio (che possono essere monostadio o doppiostadio) possono raggiungere valori di vuoto attorno {\displaystyle 10^{-3}} mbar(0,1 Pa). Quelle rotative a secco raggiungono valori di vuoto dell'ordine dei 100 mbar (104 Pa).
A causa del limite meccanico prestazionale delle pompe rotative quando è necessario raggiungere valori di vuoto inferiori si ricorre alla tecnica del multistadio: ovvero diverse pompe vengono collegate in serie a catena. Ad esempio è possibile collegare in serie una pompa a bagno d'olio con una pompa turbomolecolare o una pompe a diffusione.

## Principio di funzionamento

Schema di funzionamento di una pompa rotativa:
(a) il gas viene aspirato dalla camera da vuoto;
(b) il gas viene compresso;
(c) il gas viene espulso tramite la valvola.
In azzurro viene indicato il volume di fluido spostato durante un ciclo (durante il quale l'eccentrico ruota in questo caso in senso orario).

Le pompe rotative sono costituite da un rotore provvisto di palette mobili che ruota eccentricamente in uno statore. Le palette vengono tenute a contatto con la superficie interna dello statore da una molla e dalla forza centrifuga. Tra le palette e lo statore è sempre presente un velo d'olio come elemento di tenuta. La variazione di volume delle camere crea depressioni (fase di aspirazione) e compressioni dell'aria (fase di scarico). Nella fase di aspirazione il gas viene estratto dalla camera da vuoto tramite il manicotto di aspirazione, successivamente grazie all'eccentricità del rotore la camera continua ad aumentare di volume. Una volta raggiunto il volume massimo il manicotto di aspirazione viene chiuso da una seconda paletta mentre la camera della pompa comincia a diminuire di volume consentendo ai gas di essere espulsi dal manicotto di scarico.
Le pompe rotative raggiungono pressioni di {\displaystyle 10^{-3}} mbar con una velocità di pompaggio anche superiori a {\displaystyle 200m^{3}/h} (pompe industriali).
.
Le fasi della pompa sono le seguenti (il verso di rotazione è quello orario):
- creazione di un vano di entrata a bassa pressione per l'iniezione del fluido presente nella camera in cui si intende fare il vuoto (vedi figura); il vano è quello compreso tra il punto in cui rotore e cavità fanno contatto e l'estremo della paletta;
- separazione del vano dalla camera di vuoto;
- espulsione del fluido contenuto nel vano dalla valvola di scarico.

Quest'ultima è solitamente lubrificata per garantire la necessaria tenuta. L'olio viene usato anche per mantenere sigillate le regioni in cui avvengono contatti tra parti in movimento, sempre per evitare che il fluido diffonda dalla zona a pressione più alta verso quella a pressione minore.
Lo svantaggio di questo tipo di pompe è la presenza di olio che causa la contaminazione dell'aria presente nella camera da vuoto a causa della retrodiffusione dei vapori dell'olio. La retrodiffusione è un fenomeno che si verifica quando il valore di vuoto è inferiore circa a 0,5 mbar(A). Infatti oltre questo limite il flusso del gas non è più viscoso ma molecolare vedi Numero di Knudsen e quindi la direzione delle particelle non seguono più un percorso preciso ma si diffondono in tutta la camera di vuoto. Inoltre, nel caso la pompa si arresti, l'olio può venire risucchiato nella camera a vuoto danneggiandola.
Soluzioni a questo problema sono l'utilizzo di pompe a secco (a membrana, a pistone o a camme). Oppure l'utilizzo di trappole ad azoto liquido connesse in serie alla pompa per bloccare i vapori d'olio.